# Heliocopris
Heliocopris là một chi bọ cánh cứng thuộc họ Scarabaeidae. Chúng được tìm thấy ở châu Phi, và miền nam và đông nam Á.

## Các loài
Chi Heliocopris gồm các loài sau:
- Heliocopris alatus (Felsche, 1910)
- Heliocopris anadematus (Gillet, 1908)
- Heliocopris andersoni (Bates, 1868)
- Heliocopris anguliceps (Janssens, 1943)
- Heliocopris antenor (Olivier, 1789)
- Heliocopris atropos (Boheman, 1860)
- Heliocopris beccarii (Harold, 1871)
- Heliocopris biimpressus (Kolbe, 1893)
- Heliocopris bucephalus (Fabricius, 1775)
- Heliocopris colossus (Bates, 1868)
- Heliocopris corniculatus (Janssens, 1939)
- Heliocopris coronatus (Felsche, 1901)
- Heliocopris cuneifer (Lesne, 1906)
- Heliocopris densissa (Roth, 1851)
- Heliocopris dianae (Hope, 1842)
- Heliocopris dilloni (Guérin-Méneville, 1847)
- Heliocopris dolosus (Janssens, 1939)
- Heliocopris dominus (Bates, 1868)
- Heliocopris erycoides (Felsche, 1907)
- Heliocopris eryx (Fabricius, 1801)
- Heliocopris faunus (Boheman, 1857)
- Heliocopris felschei (Kolbe, 1904)
- Heliocopris fonsecai (Ferreira, 1967)
- Heliocopris furcithorax (Müller, 1941)
- Heliocopris gigas (Linnaeus, 1758)
- Heliocopris hamadryas (Fabricius, 1775)
- Heliocopris hamifer (Harold, 1878)
- Heliocopris haroldi (Kolbe, 1893)
- Heliocopris helleri (Felsche, 1907)
- Heliocopris hermes (Gillet, 1911)
- Heliocopris hunteri (Waterhouse, 1891)
- Heliocopris japetus (Klug, 1855)
- Heliocopris kolbei (Felsche, 1901)
- Heliocopris marshalli (Péringuey, 1901)
- Heliocopris midas (Fabricius, 1775)
- Heliocopris mimus (Janssens, 1939)
- Heliocopris minos (Gillet, 1907)
- Heliocopris mutabilis (Kolbe, 1893)
- Heliocopris myrmidon (Kolbe, 1893)
- Heliocopris neptuniformis (Felsche, 1907)
- Heliocopris neptunoides (Janssens, 1939)
- Heliocopris neptunus (Boheman, 1857)
- Heliocopris pauliani (Janssens, 1939)
- Heliocopris pirmal (Fabricius, 1798)
- Heliocopris quinqueangulatus (Janssens, 1939)
- Heliocopris samson (Harold, 1878)
- Heliocopris solitarius (Kolbe, 1893)
- Heliocopris staudingeri (Kolbe, 1893)
- Heliocopris sylvanus (Gillet, 1925)
- Heliocopris tyrannus (Thomson, 1859)

## Hình ảnh

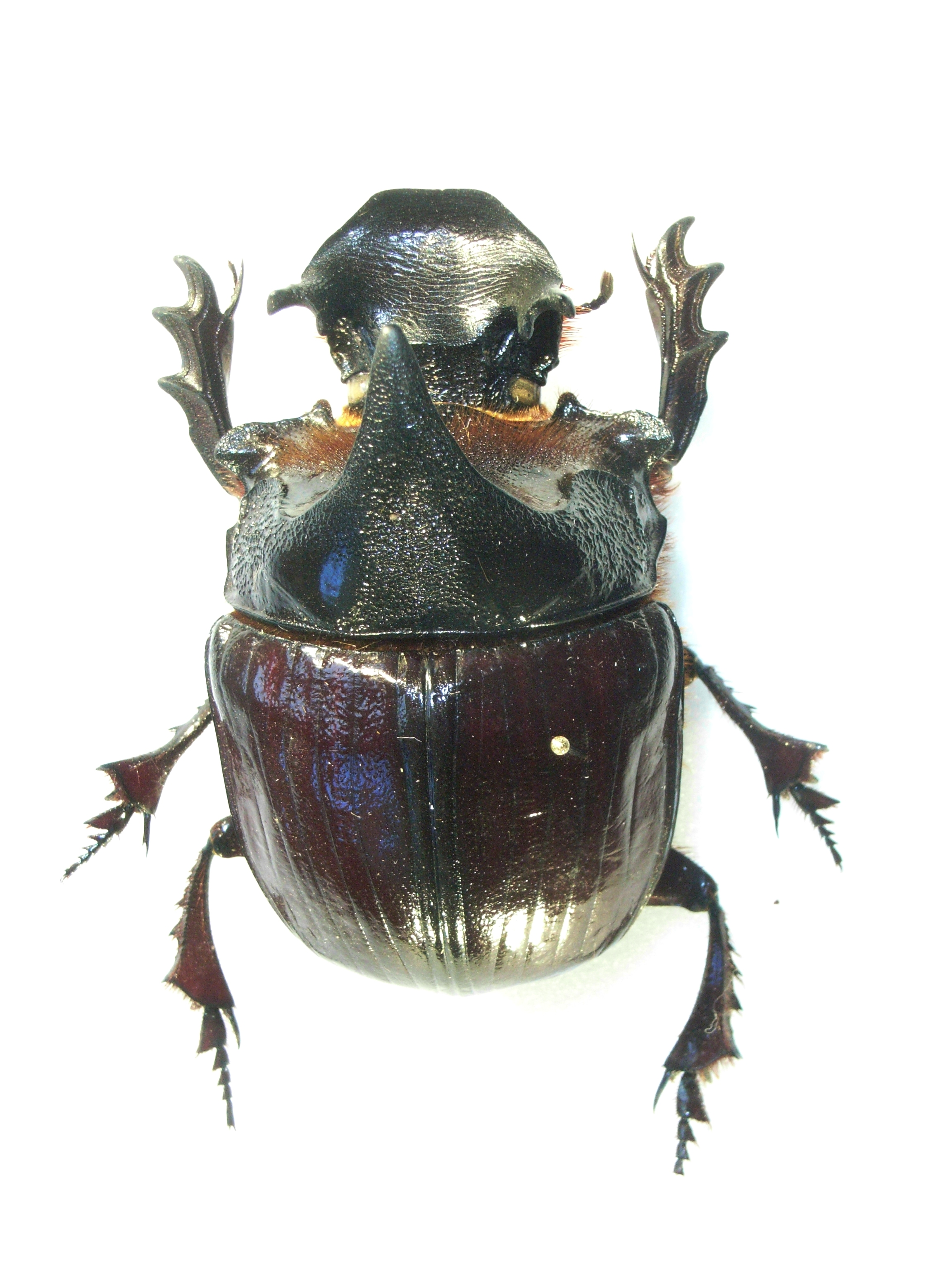
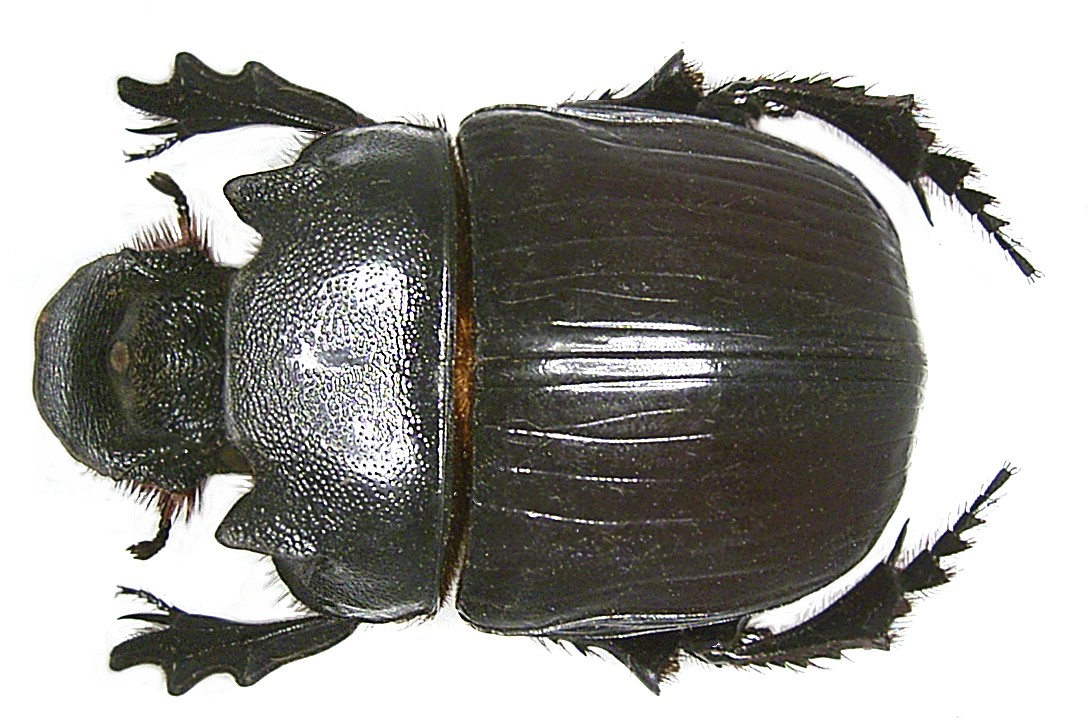
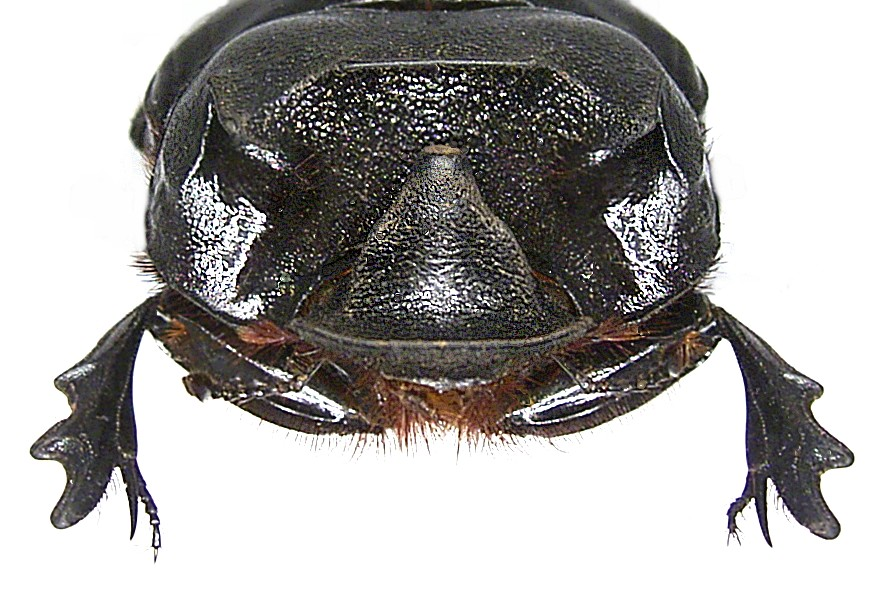
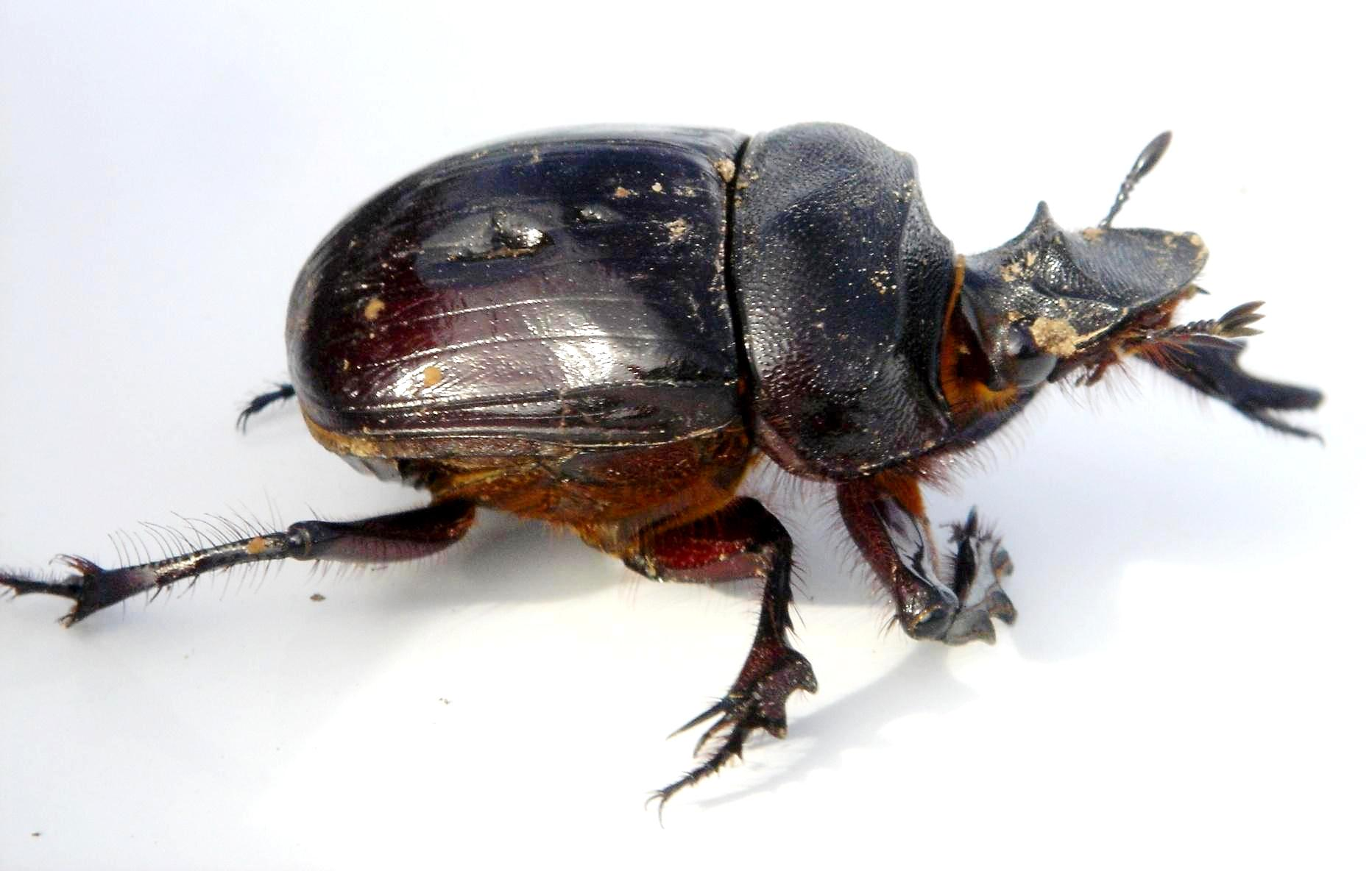